# Верхнеянактаевский сельсовет
Верхнеянактаевский сельсовет — муниципальное образование в Балтачевском районе Башкортостана.

## История
Согласно «Закону о границах, статусе и административных центрах муниципальных образований в Республике Башкортостан» имеет статус сельского поселения.

## Население
| 2002 | 2009  | 2010 | 2012 | 2013 | 2014 | 2015 |
| ---- | ----- | ---- | ---- | ---- | ---- | ---- |
| 1085 | ↗1104 | ↘910 | ↘870 | ↘835 | ↘823 | ↘803 |
| 2016 | 2017  |      |      |      |      |      |
| ↘787 | ↘761  |      |      |      |      |      |

## Состав сельского поселения
| № | Населённый пункт | Тип населённого пункта          | Население |
| - | ---------------- | ------------------------------- | --------- |
| 1 | Новоямурзино     | деревня, административный центр | ↘297      |
| 2 | Иштиряково       | деревня                         | ↘201      |
| 3 | Верхнеянактаево  | деревня                         | ↘171      |
| 4 | Чишма            | деревня                         | ↘152      |
| 5 | Нижнеянактаево   | деревня                         | ↘89       |